# Hosea Chanchez

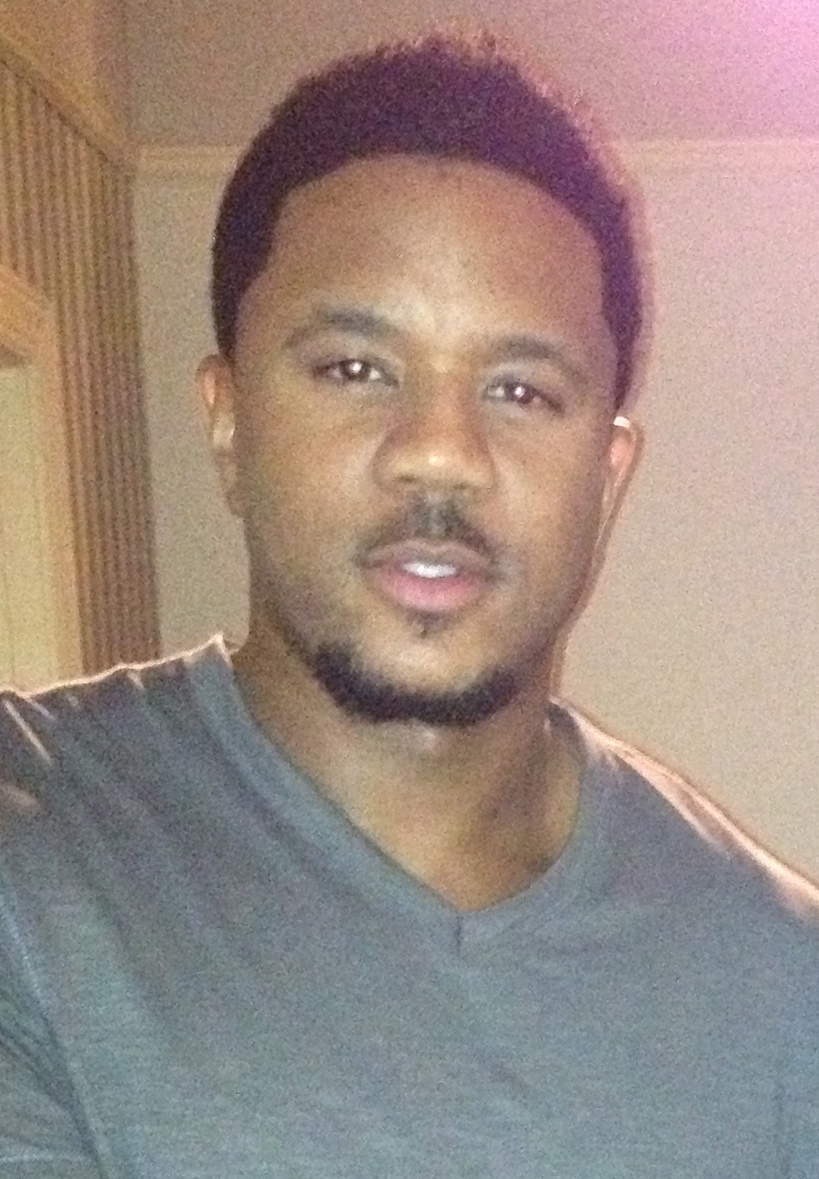
Hosea Chanchez (2012)

Hosea Chanchez (* 12. September 1981 in Montgomery, Alabama, USA) ist ein US-amerikanischer Schauspieler und Sänger.

## Leben
Hosea Chanchez wurde in Montgomery geboren und verbrachte seine Kindheit zu einem Großteil in Atlanta. Nachdem sein Talent sowohl im Schauspielern als auch im Singen von seiner Familie entdeckt wurde, unterstützten sie ihn. Nach der High School zog er nach Hollywood, um Schauspieler zu werden. Am Anfang musste er sich jedoch mit einem Job als Autoverkäufer zufriedengeben. Nachdem er mehrere Workshops und Kurse im Bereich der Schauspielerei besucht hatte, fand er einen PR-Agenten, der ihn unter Vertrag nahm.
Hosea Chanchez erste Fernsehrolle war die des Charlie in der Serie For Your Love. Durch diese Nebenrolle erlangt er auch Bekanntheit. 2004 folgte ein Handlungsbogen von neun Folgen in der Serie What Should You Do?. Nach diesem Handlungsbogen hatte er Gastauftritte in Serie wie Navy CIS, Over There – Kommando Irak und Everwood, bevor er ab 2006 die Rolle des Malik Wright im Girlfriends-Spin-off The Game bekam. Diese Rolle verkörpert er bis heute. Auch war er 2011 im Film 96 Minuten und 2012 in Dysfunctional Friends zu sehen.

## Filmografie (Auswahl)
- 1997–1998: For Your Love (Fernsehserie, 17 Folgen)
- 2004: The Guardian – Retter mit Herz (The Guardian, Fernsehserie, Folge 3x21)
- 2004: Jack & Bobby (Fernsehserie, Folge 1x03)
- 2004: What Should You Do? (Fernsehserie, 9 Folgen)
- 2005: Navy CIS (NCIS, Fernsehserie, Folge 2x21)
- 2005: Over There (Fernsehserie, Folge 1x05)
- 2005: Close to Home (Fernsehserie, Folge 1x01)
- 2005: Everwood (Fernsehserie, Folge 4x08)
- 2006: Girlfriends (Fernsehserie, Folge 6x18)
- 2006–2015: The Game (Fernsehserie)
- 2007: The Shield – Gesetz der Gewalt (The Shield, Fernsehserie, Folge 6x04)
- 2008: Invoncibile (Fernsehserie, 3 Folgen)
- 2011: 96 Minuten (96 Minutes)
- 2012: Dysfunctional Friends